# Jimmy Collinson
Jimmy Collinson (1876 – không rõ) là một cầu thủ bóng đá người Anh. Ông sinh ra ở Prestwich. Ban đầu ông là một hậu vệ ở đội dự bị của Newton Heath. Sau đó ông có nhiều thành công hơn khi đá ở vị trí tiền đạo tầm xa. Ông ra mắt ngày 16 tháng 11 năm 1895 trước Lincoln City. Ông ghi 17 bàn trong 71 lần ra sân cho Newton Heath.